# Talayuelas
Talayuelas es un municipio y localidad española de la provincia de Cuenca, en la comunidad autónoma de Castilla-La Mancha. El término municipal está situado al este de la provincia, en plena comarca de la Serranía Baja, justo en el límite oriental con la provincia de Valencia, y tiene una población de 882 habitantes (INE 2024). 

## Toponimia
El topónimo Talayuelas provendría del griego telea y helas, lo cual no quiere decir que fuera fundada por los griegos, sino que en realidad fueron los íberos.
Pero se puede pensar que la parte tala vendría por otra parte de la palabra thala utilizada por los moros para indicar la presencia de una fortaleza, una torre o de un punto de observación.
La palabra castellana atalaya todavía tiene el mismo significado.

## Geografía
Este se sitúa a 109 km de Cuenca, la capital provincial. Cabe destacar que el término municipal está atravesado por la carretera N-330 entre los pK 216 y 232, además de por las carreteras locales que comunican con Garaballa y Graja de Campalbo. La localidad se encuentra a una altitud de unos 991 m sobre el nivel del mar y una población de 856 habitantes.
Limita al norte con Graja de Campalbo, al noreste con Santa Cruz de Moya, al oeste con Landete y Garaballa, al sur con Aliaguilla, así como con los municipios valencianos de Tuéjar y Sinarcas, al este y sureste, respectivamente.  
El relieve del municipio es montañoso, el propio de la Serranía Baja de la provincia de Cuenca. Los picos más destacados del territorio son el pico Ranera (1424 m), el pico Peña Roya (1362 m), y el pico Los Altos (1248 m). La altitud oscila entre los 1424 m (pico Ranera) y los 780 m a orillas del arroyo de la Tobilla. El pueblo se alza a 991 m sobre el nivel del mar, cerca del cañón de Talayuelas.
| Noroeste: Landete y Graja de Campalbo | Norte: Graja de Campalbo | Nordeste: Santa Cruz de Moya                  |
| Oeste: Landete y Garaballa            |                          | Este: Tuéjar (Valencia) y Sinarcas (Valencia) |
| Suroeste: Garaballa                   | Sur: Aliaguilla          | Sureste: Sinarcas (Valencia)                  |

### Orografía y paisaje
Sierra de Talayuelas
La sierra contiene extensos pinares. Destaca por su singularidad una de las pocas lagunas silíceas de la península ibérica, de importante riqueza biológica.
En marzo de 1956, dos cazabombarderos F-86 Sabre se estrellaron en lo alto de la sierra, quedando sus restos esparcidos en centenares de metros. Los cazas volaban desde Valencia a Getafe y chocaron con la sierra entre densas nubes debido a un fallo en el Radio Compass del jefe de patrulla, Capitán Caballero.
Cañón de Talayuelas
Formación geológica y espectacular desfiladero de tierras rojas formada durante siglos por la erosión del viento y el agua, llamada popularmente La Plaza de Toros o el Anillo de Toro.
La zona es de gran interés paisajístico por sus bellísimas vistas panorámicas, se sitúa a 5 km de Talayuelas siguiendo la N-330 dirección Utiel donde una pista forestal de corto recorrido nos adentra en un mirador.
La visita al cañón de Talayuelas en un circuito en forma de media luna, en el cual alrededor suyo encontraremos unos hierros clavados alrededor de los precicipios. Se aconseja no sobrepasar los hierros, ya que se trata de un terreno muy inestable y acercarnos mucho supondría provocar una rotura o resbalón y provocarnos graves consecuencias.
Las Callejuelas
Conjunto de formaciones geológicas en lo alto de la sierra de Talayuelas formadas por la erosión de las rocas calizas con calles y cuevas levantinas.
La laguna
Amplio espacio semiacuático situado cerca de la N-330 en dirección Utiel y de la Hoya. Hace algunos años, el paisaje de la laguna fue arrasado por un incendio. Gran número de aves utilizan de nuevo la laguna como lugar de invernada, entre ellas la garza real y el pato cuchara. Además veremos otras especies protegidas como la ardilla, el erizo común, la garduña, el tejón o el gato montés. Rodeados de una vegetación acuática y emergente, como el junco de laguna, o el helecho juncal, que se reúne sobre pequeñas charcas.
Pico de Ranera
Con sus 1430 m, el pico de Ranera es el punto más alto de la sierra de Talayuelas, inconfundible por sus paredes verticales inaccesibles por la cara sur con forma de semimeseta.
La gente que sube deja mensajes en cuadernillos que se guardan desde hace sesenta años en un hueco bajo unas piedras, cuando un cuaderno se llena alguien anónimo se encarga de llevar otro.
Fuentes
La Hoya, Las Canalejas, Los Cubillejos, Los Tornajos, Las Estacas, algunas muy visitadas por la calidad de sus aguas disponiendo algunas con mesas y parrillas.

### Clima
Talayuelas presenta un clima de montaña templado medio, aunque el frío no es sorprendente dado que se encuentra en una montaña, como corresponde a una zona de tránsito entre la meseta castellana y la llanura valenciana.
Las variables climáticas son las siguientes:
- Temperatura media anual: 10 a 14 °C.
- Temperatura media mes más frío (enero): 2 a 3 °C.
- Temperatura media mes más cálido: 21 a 28 °C.
- Duración del periodo de heladas: 6 a 7 meses.
- ETP media anual: 700 a 800 mm.
- Precipitación media anual: 400 a 600 mm.
- Duración del periodo seco: 4 meses.

## Historia

### Prehistoria
Primeros rastros en el momento de la Edad del Bronce medio: 1500 a 1100 a. C. aproximadamente.
Es en la Edad de Bronce Medio (o pleno) cuando la villa de Talayuelas es habitada por los primeros pobladores, pues se han hallado restos de enterramientos y cerámica en el cerro de los Tornajos (también llamado cerro Gabaldón) que datan de esta época. Posteriormente llegaron otras civilizaciones en busca de riqueza, como el pueblo prerromano de los íberos y de los olcades.

### Edad Antigua
Son sus raíces las voces griegas telos, término extremidad, mojón, y helas, griego, o en plural telea helas. Esta etimología indica que, codiciosos los olcades de las muchas minas que tenían los bastitanos de Utiel, desde los confines íberos, fueron bajando hasta Talayuelas, que quizás fundaran, quedándose en su comarca, fuese a la fuerza, fuese por tratados.
Asimismo estando situada Sinarcas al otro lado del cerro de las minas, donde se ven galerías de catorce varas de anchura, en cuarzo, y de tanta extensión que no se pueden recorrer en doce horas; y sacando el Sr. Masdeu la etimología de este pueblo de Arcas, Dios principal de los olcades, es presumible que su misma avaricia les hizo avanzar por aquel lado hasta encerrar a Utiel en sus muros.
Con ambas etimologías surge la duda, de si los olcades en su invasión ocuparon y fundaron a Sinarcas y por tratados se retiraron a Talayuelas, o si desde este pueblo avanzaron a aquel; y atendidos los caracteres iberos y fenicios, opinamos que los olcades se establecieron a su llegada en los dominios iberos. A partir de este momento los olcades tenían fijados sus límites en Cuenca, desde Sinarcas y Talayuelas hasta la Pesquera y desde Iniesta hasta Jorquera. En 221 a. C. los olcades son atacados por Aníbal. Según Tito Livio, su capital es tomada y saqueada, lo que provoca la rendición de otras ciudades de las que están Talayuelas.
Los cartagineses alternaron la explotación de la plata de Aliaguilla con el aprovechamiento de las vetas ricas en hierro del actual Cerro de las Minas. “En el citado cerro se pueden observar galerías de catorce varas de anchura, en cuarzo, y al otro lado, se divisa Sinarcas.

### Edad Media
Durante la dominación musulmana, Talayuelas apenas cuenta con población, ya que su territorio era utilizado como campo de batalla entre las tropas cristianas y las tropas almohades del Reino de Valencia. 
Tras la conquista de Cuenca y Moya por los cristianos, Talayuelas, Aliaguilla y Mira se convirtieron en la nueva frontera cristiano - musulmana. En los lugares estratégicos de esta zona se enclavaron puestos de vanguardia y de vigilancia, desde donde se alertaba de las incursiones enemigas. Y así, uno de estos puestos fronterizos, formado por varias atalayas, dará paso a la formación de un núcleo urbano con el nombre de Talayuelas.
La Primera Crónica General de España escrita por Alfonso X el Sabio, cuenta que El Cid Campeador pasó dos veces por Talayuelas, una vez vivo y otra vez muerto. Pasa por primera vez cuando se dirigía a Toledo, para vengarse de los infantes de la Cerda, que habían deshonrado y raptado a sus hijas. Después de su muerte, las tropas del Cid, arropando a su jefe subido a Babieca y engalanado con su armadura más bella, salieron de Valencia hacia las tierras del centro.
Desde la creación del Marquesado de Moya, cuando Isabel la Católica, reina de Castilla, concedió el marquesado a Inés de Bobadilla y a Andrés de Cabrera, Talayuelas formará parte de su término, hasta que el Marquesado se disgregó y sólo quedó de él el nombre.

### Edad Moderna
Según las crónicas, en 1656 Talayuelas fue un señorío propiedad del marqués Ruiz de Alarcón, donde nació el obispo Francisco Javier Almonacid.

### Edad Contemporánea
Durante la guerra de la Independencia, después de reunirse en Landete en enero de 1811 y ante la proximidad de las tropas francesas, la Junta de Aragón y parte de la Junta de Castilla deciden reunirse en Talayuelas, donde encontrarían mayor seguridad de defensa. Sin embargo, el mismo mes, el general Villacampa avisó del rápido avance del enemigo desde Santa Cruz de Moya y Landete. Arropados por los vecinos de Talayuelas, la Junta de Landete y algunos miembros de la de Castilla:

… en el silencio de la noche huyeron teniendo que ganar a pie, por sendas escabrosas y ocultas, a través de precipicios y con un frío horroroso, llegando a Utiel después de una jornada de camino

En 1840 fueron destruidas por las tropas carlistas su iglesia y posada pública. Hacia mediados del siglo XIX, el lugar tenía contabilizada una población de 772 habitantes. La localidad aparece descrita en el decimocuarto volumen del Diccionario geográfico-estadístico-histórico de España y sus posesiones de Ultramar de Pascual Madoz de la siguiente manera:

TALAYUELAS: l. con ayunt. en la prov. y dióc. de Cuenca (14 leg.), part. jud. de Cañete (7), aud. terr. de Albacete (18) y c. g. de Castilla la Nueva (Madrid 38) sit. al estremo E. de la prov. en un hondo rodeado de sierras de bastante altura; su clima es algo frio, bien ventilado y sano. Consta la pobl. de 134 casas inclusa la de ayunt.; igl. parr. Ntra. Sra. de la Asuncion) servida por un cura de primer ascenso; al N. la ermita de San Antonio, cuya festividad se celebra el 13 de junio; muchas fuentes de escelentes aguas en su térm.; el cual confina por N. con el de Landete; E. Granja de Campalbo; S. Aliagilla, y O. Garaballa; tiene varios corrales para encerrar ganados, y en su jurisd. se hallan enclavados los rentos ó cas. de Ranera, Carrascalejo y la Rada. El terreno es bastante quebrado y de ínfima calidad la parte reducida á cultivo; su cabida es de 4,200 fang. inclusos los mencionados rentos; la restante está poblada de pinos, algunas carrascas y robles, con buenos pastos. Los caminos son locales y malos á escepcion del de herradura que desde Valencia dirige á Madrid, que se halla en mediano estado. La correspondencia se recibe de Moya todos los domingos. prod.: trigo, cebada, centeno, avena y algunas legumbres; se cria ganado lanar, cabrío y algun vacuno, y caza de liebres, perdices, conejos y alguna de mayor. ind.: la agrícola y pecuaria. pobl.: 194 vec., 772 alm. cap. prod.: 1.492,680 rs. imp.: 74,634.
Esta pobl. ha sufrido mucho en la última guerra civil, y en el año 1840 fueron destruidas por las tropas carlistas su igl. y posada pública.
(Madoz, 1849, pp. 576-577)

## Demografía
Talayuelas cuenta con una población de 882 habitantes (INE 2024).
| Gráfica de evolución demográfica de Talayuelas entre 1842 y 2021                                                    |
| |
| Población de derecho según los censos de población del INE Población de hecho según los censos de población del INE |

## Comunicaciones
Su principal acceso es a través de la carretera nacional N-330. Está situado a 110 km al sudeste de la capital provincial, Cuenca.
La autovía más cercana es la A-3 y está a 37 km del municipio.

## Economía
La economía se basa en la agricultura, la ganadería, el comercio y la industria, en proporciones similares.

## Servicios
El municipio tiene un colegio y una biblioteca que ofrece Internet gratuito para los usuarios. Centro médico, piscina, otras instalaciones deportivas, áreas recreativas.

## Cultura

### Patrimonio
Iglesia de la Asunción
La iglesia de la Asunción fue construida en el siglo XVII con planta de cruz latina.
Ermita de San Antonio
La ermita de San Antonio es del siglo XVII.
Plaza de Murillo

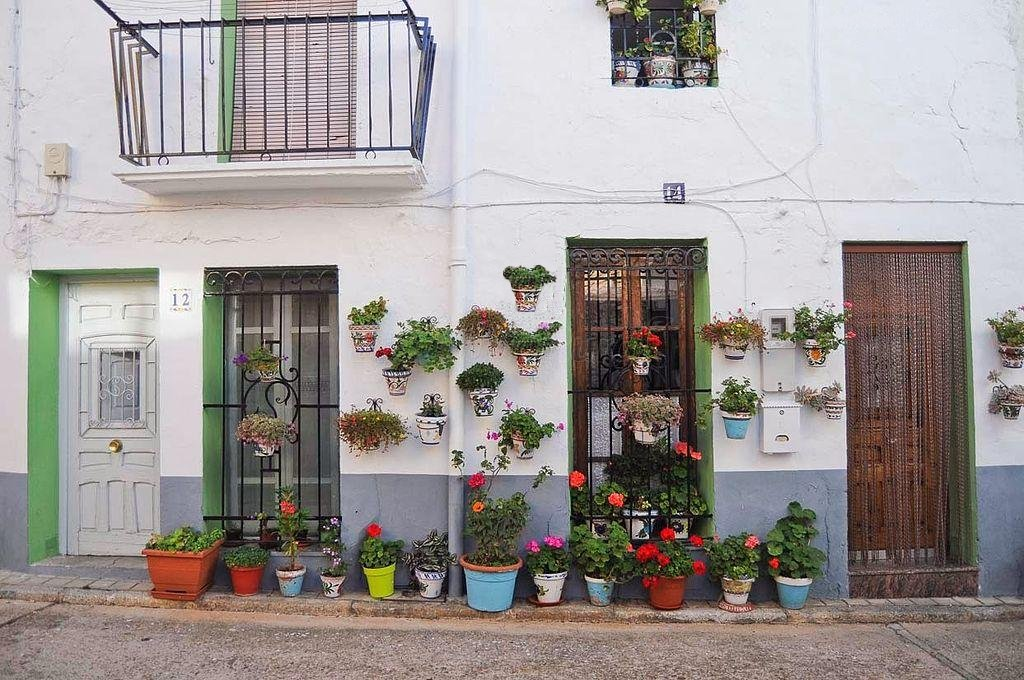
Flores en la plaza Murillo

La plaza de Murillo sorprende al viajero por la decoración de las calles realizadas durante la semana cultural de agosto y por las fachadas adornadas con decenas de macetas con flores que dan cierto toque pintoresco a la plaza.
Antiguo parque de bomberos
El antiguo parque de los bomberos, junto al centro médico, presenta una bóveda parabólica de hormigón armado (pizarras de hormigón apoyadas en pilares). Es una obra pionera en el empleo de nuevas tecnologías aplicadas a la arquitectura de ingeniería desde 1945.
Esta bóveda parabólica permite que un único elemento sea superficie para la construcción del techo y de las paredes con el léxico arquitectónico racionalista. Otros ejemplos de este tipo de bóveda son la iglesia de San Francisco de Asís de Pampulha en Belo Horizonte (Brasil), diseñada por el Oscar Niemeyer e inaugurada el año 1943 o con el hangar de aviones del aeropuerto de Orly (Francia).

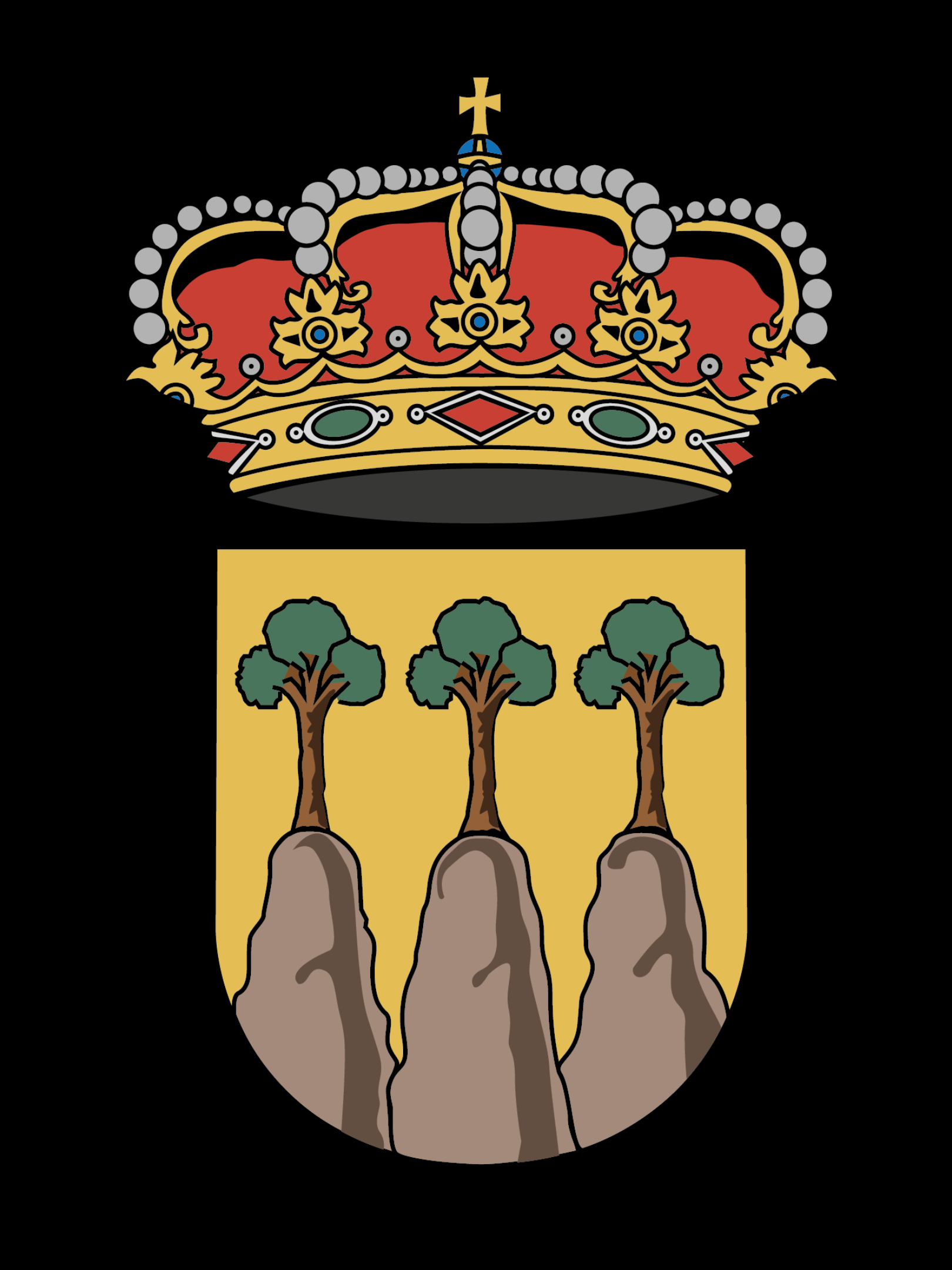
Escudo de Talayuelas

### Fiestas
Los patrones de la localidad son san Antonio de Padua, cuya festividad se celebra el 13 de junio y, en invierno san Sebastián, el 20 de enero. Ambos santos tienen sus ermitas, propiedad del pueblo.
El último día del mes de abril se celebran los mayos, una fiesta típica de varios municipios de los alrededores. Cada localidad tiene unos mayos diferentes, y por eso tienen una canción distinta. En esta fiesta se cantan unas cancioncillas típicas como Cielito Lindo, Clavelitos, La Sirenita, etc.
El 29 de octubre se celebran las jornadas micológicas, en la cual se pueden degustar setas y hongos.

### Gastronomía
Con relación al resto de la provincia de Cuenca, la gastronomía local tiene sus propias especialidades culinarias, acordes con la climatología típica de Talayuelas, factor clave en su producción agraria, sus pastizales y las especies cinegéticas que las individualiza. Los ingredientes que la caracterizan son, por tanto, el cerdo y carne de caza, mucho condimento y pan. Pueden citarse las almortas, el morteruelo, el ajo arriero y el gazpacho pastor.